# 湖南市立甲西中学校
湖南市立甲西中学校（こなんしりつ こうせいちゅうがっこう）は、滋賀県湖南市針にある市立中学校。湖南市にある4つの中学校の中ではもっとも歴史が古い。

## 沿革
- 1947年4月20日 - 石部中学校・三雲中学校・岩根中学校・下田中学校開校。
- 1949年 - 学校教育法施行規則により、甲賀郡石部町・三雲村・岩根村・下田村学校組合認可。
- 1949年8月31日 - 現在地に校舎新築(本館および東館)。
- 1951年11月21日 - 開校式(創立記念日)
- 1954年4月14日 - 下田分校廃止。
- 1955年4月10日 - 三雲村・岩根村合併、甲西町発足により、石部町・甲西町・下田村学校組合立となる。
- 1958年10月1日 - 下田村が甲西町に編入され、石部町・甲西町学校組合立となる。
- 1972年4月11日 - 火災発生により校舎の大部分を焼失、工期を2期に分けて改築。
- 1975年4月8日 - 石部町立石部中学校分離、石部町・甲西町学校組合解散、甲西町立となる。
- 1983年4月8日 - 甲西町立日枝中学校分離。
- 1987年4月8日 - 甲西町立甲西北中学校分離。
- 2004年10月1日 - 甲西町・石部町合併、湖南市発足、湖南市立となる。
- 2015年7月15日 - 校舎全面改築 起工。
- 2018年6月1日 - 新校舎 全面完成。
- 2025年4月 - 県内初の夜間中学として夜間学級を設置[1][2]。
  - 4月7日 - 夜間学級の開設式が行われる[3]

### 1972年の校舎焼失
1972年（昭和47年）4月11日午前7時10分頃、火災が発生した。
火災の原因は、用務員がストーブに給油するためのポリ容器をストーブの上に置いたままその場から離れたためであった。用務員が10分後に戻ってきた時にはポリ容器が溶けてストーブに引火していたという。
この火災で本館が全焼、南側の用務員室が半焼した。1年生のクラス・調理室・被服室があった南館（1962年竣工）は被害を受けていない。
火災後、工期を2期に分けて、本館と東館が改築された。この時の校舎は2018年（平成30年）の新校舎の建設にともない解体されている。

### 甲西中移転計画
旧甲西町立の時から校舎の耐震性や都市計画の観点から移転する構想があった。しかし、実際は移転しないで校舎を建て替えが行われた。

## 部活動
体育系
- 野球部
- サッカー部
- バスケットボール部
- 陸上部
- ソフトテニス部
- バレーボール部
- 卓球部
- 剣道部

文化系
- 吹奏楽部
- 情報処理部
- 美術部

## 所在地
〒520-3231 滋賀県湖南市針284番地

## アクセス
- JR草津線甲西駅から徒歩3分。

## 著名な出身者
- 谷畑英吾 - 前・湖南市長、元・甲西町長
- 松浦加代子 - 湖南市長
- 内林広高 - 元サッカー選手、JFLMIOびわこ草津所属
- 吉田実成都 - 元プロサッカー選手、KSLレイジェンド滋賀FC所属
- 青木隆敏 - 俳優、劇団スタジオライフ所属
- 奥村展征 - プロ野球選手、東京ヤクルトスワローズ所属
- 西村凌 - プロ野球選手、オリックス・バファローズ所属
- 上西恵 - 女優、元・NMB48
- 上西怜 - アイドル、NMB48